# Ordinskij rajon
L'Ordinskij rajon (in russo Ординский район?) è un municipal'nyj rajon (муниципальный округ) del Territorio di Perm', in Russia; il centro amministrativo è il villaggio di Orda.
Il distretto si trova nella parte sud-orientale della regione di Perm', per la maggior parte nella valle del fiume Iren'.